# NGC 2823
NGC 2823 (другие обозначения — UGC 4935, MCG 6-21-8, ZWG 181.16, PGC 26340) — спиральная галактика с перемычкой (SBa) в созвездии Рыси. Открыта Джорджем Стони в 1850 году.
На небе вблизи галактики наблюдается источник радиоизлучения, но он, по всей видимости, не связан с галактикой физически.
Этот объект входит в число перечисленных в оригинальной редакции «Нового общего каталога».